# Transformers: Zone
Transformers: Zone (トランスフォーマー ゾーン Toransufōmā: Zōn?) es un OVA one-shot de 1990 exclusivo de Japón en el universo ficticio de Transformers. Fue lanzado el 21 de julio de 1990 en VHS y el 21 de abril de 2004 en DVD en Japón. En marzo de 2004 se lanzó un doblaje no oficial en inglés hecho por fanáticos en TFCog.com.

## Historia
Después de Victory, el misterioso ser insectoide de tres caras, Violenjiger despacha a los nueve "Grandes Generales Decepticon": Devastator, Menasor, Bruticus, Trypticon, Predaking, Abominus, King Poseidon, Overlord y BlackZarak, para adquirir "Zone Energy", destruyendo el planeta Feminia para obtener la tienda del mundo y en busca del poderoso Zodiaco. Atrapado en la destrucción del planeta, Star Saber es rescatado por Dai Atlas, quien luego repele un ataque de los Decepticons en la Tierra, y es nombrado el nuevo comandante Autobot al final del episodio, luego de una batalla con los Decepticons y desbloqueando el poder del zodiaco que se encontró en la Tierra.

## Personajes
El elenco de Zone está compuesto en gran medida por Micromasters, que también formaron gran parte de la línea de juguetes. Dai Atlas es un "Maestro Desarrollado", llamado así por su truco motorizado, al igual que su compañero de combinación Sonic Bomber, la línea de juguetes también contó con otro compañero para ellos, Roadfire, que no estaba en el episodio. Los Decepticons solitarios en la línea de juguetes eran la Race Track Patrol y Metrotitan, un redeco de la ciudad Autobot Metroplex, ninguno de los cuales apareció en forma animada. Ninguno de los generales de Decepticon apareció en forma de juguete.

## Desarrollo
Originalmente destinado a ser una serie de televisión completa, Transformers: Zone se vio obligado a convertirse directamente en video (OVA) debido a una venta de juguetes menor a la esperada. La serie fue cancelada después de solo un episodio de 25 minutos. Se considera el último proyecto animado TF Generation 1.

## Adaptaciones
Los personajes que faltaban aparecieron en las páginas de la publicación japonesa, TV Magazine, también conocida como Telemaga. Esta revista mensual siempre había incluido páginas de historias de manga de Transformers e ilustraciones de bienvenida con texto explicativo. Ningún manga directo fue lanzado para Zone. TV Magazine publicó un recuento sobre el OVA en formato manga en su edición de abril de 1990.
Estas páginas de la historia se utilizaron para proporcionar ficción de apoyo para los dos años restantes de líneas de productos: Battlestars: Return of Convoy de 1991 y Operation: Combination de 1992.